# Electrophaes ruptaria
Electrophaes ruptaria là một loài bướm đêm trong họ Geometridae.